# BT (BEST TRACKS)
『BT』（ビーティー）は、日本のロックバンド、BUCK-TICKの2作目のベスト・アルバム。1999年3月20日にJVCケンウッド・ビクターエンタテインメントのHAPPY HOUSEレーベルよりリリースされた。

## 解説
- 1987年から1996年までのビクター在籍時のベストアルバムで、その間にリリースされた全シングルのタイトル（A面）の曲、およびほぼ全てのカップリング曲（B面）、アルバム収録曲が各アルバムより1曲か2曲を選曲されて収録されている。これにより、1995年に発売されたベストアルバム『CATALOGUE 1987-1995』の収録曲(シングルのタイトル曲)が本作には全曲収録されている。なお、彼らが在籍していたレーベルはビクターインビテーションだったが、本作は同じビクター内の別のレーベルであるHAPPY HOUSEからの発売である。
- シングル曲（タイトル曲、カップリング曲どちらも）のうち、オリジナルアルバムに収録されたことがある曲も全てシングルバージョン準拠で収録されている。
- シングルのカップリング曲で本作に収録されていないのは、「die」収録の「darker than darkness (live)」と「die (live)」の2曲のみ。
- 初回限定版は、ビクター在籍時代の写真を集めた、歌詞カードブックレットサイズのフォトブックが付属。ビクター在籍時代のディスコグラフィも掲載されている。
- 2007年にビクター在籍時代のアルバムが紙ジャケット仕様で再発売された際、本作も同様に再発売されたが、唯一リマスターが施されていない。

## 収録曲

### 一覧

#### DISC-1
| 全編曲: BUCK-TICK（特記以外）（◎はアルバム初収録曲）。 |                                           |           |           |       |
| #                                                      | タイトル                                  | 作詞      | 作曲      | 時間  |
| 1.                                                     | 「SEXUAL×××××!」(編曲：BUCK-TICK・中山努) | 櫻井敦司  | 今井寿    | 3:35  |
| 2.                                                     | 「HYPER LOVE」(編曲：BUCK-TICK・中山努)   | 今井寿    | 今井寿    | 5:05  |
| 3.                                                     | 「ROMANESQUE」                            | 今井寿    | 今井寿    | 3:55  |
| 4.                                                     | 「...IN HEAVEN...」                       | 櫻井敦司  | 今井寿    | 3:53  |
| 5.                                                     | 「JUST ONE MORE KISS」                    | 櫻井敦司  | 今井寿    | 4:22  |
| 6.                                                     | 「TO SEARCH」(◎)                          | 今井寿    | 今井寿    | 4:59  |
| 7.                                                     | 「ICONOCLASM」                            | 今井寿    | 今井寿    | 3:00  |
| 8.                                                     | 「悪の華」                                | 櫻井敦司  | 今井寿    | 4:13  |
| 9.                                                     | 「UNDER THE MOON LIGHT」(◎)               | 樋口豊    | 今井寿    | 3:41  |
| 10.                                                    | 「LOVE ME」                               | 櫻井敦司  | 今井寿    | 3:15  |
| 11.                                                    | 「スピード」                              | 櫻井敦司  | 今井寿    | 4:53  |
| 12.                                                    | 「ナルシス」(◎)                           | 櫻井敦司  | 星野英彦  | 4:12  |
| 13.                                                    | 「太陽ニ殺サレタ」                        | 櫻井敦司  | 今井寿    | 6:07  |
| 14.                                                    | 「M・A・D」                               | 櫻井敦司  | 今井寿    | 4:25  |
| 15.                                                    | 「ANGELIC CONVERSATION」                  | 今井寿    | 今井寿    | 5:39  |
| 16.                                                    | 「JUPITER」                               | 櫻井敦司  | 星野英彦  | 4:39  |
| 17.                                                    | 「さくら」                                | 櫻井敦司  | 今井寿    | 6:15  |
| 合計時間:                                              | 合計時間:                                 | 合計時間: | 合計時間: | 76:08 |

#### DISC-2
| 全作詞: 櫻井敦司、全編曲: BUCK-TICK（◎はアルバム初収録曲）。 |                                             |           |          |      |
| #                                                            | タイトル                                    | 作詞      | 作曲     | 時間 |
| 1.                                                           | 「ドレス」                                  | 櫻井敦司  | 星野英彦 | 6:00 |
| 2.                                                           | 「六月の沖縄」(◎)                           | 櫻井敦司  | 星野英彦 | 3:55 |
| 3.                                                           | 「キラメキの中で…」                         | 櫻井敦司  | 今井寿   | 4:44 |
| 4.                                                           | 「die」                                     | 櫻井敦司  | 今井寿   | 4:26 |
| 5.                                                           | 「D・T・D」                                 | 櫻井敦司  | 今井寿   | 6:43 |
| 6.                                                           | 「唄」                                      | 櫻井敦司  | 今井寿   | 4:05 |
| 7.                                                           | 「君へ」(◎)                                 | 櫻井敦司  | 星野英彦 | 4:31 |
| 8.                                                           | 「愛しのロック・スター」                    | 櫻井敦司  | 星野英彦 | 4:52 |
| 9.                                                           | 「鼓動」                                    | 櫻井敦司  | 今井寿   | 6:27 |
| 10.                                                          | 「楽園」                                    | 櫻井敦司  | 星野英彦 | 4:50 |
| 11.                                                          | 「見えない物を見ようとする誤解 全て誤解だ」 | 櫻井敦司  | 今井寿   | 4:41 |
| 12.                                                          | 「君のヴァニラ」                            | 櫻井敦司  | 今井寿   | 4:25 |
| 13.                                                          | 「キャンディ」                              | 櫻井敦司  | 今井寿   | 4:26 |
| 14.                                                          | 「チョコレート」                            | 櫻井敦司  | 星野英彦 | 4:00 |
| 15.                                                          | 「Ash-ra」                                  | 櫻井敦司  | 今井寿   | 5:12 |
| 16.                                                          | 「COSMOS」                                  | 櫻井敦司  | 今井寿   | 5:02 |
| 合計時間:                                                    | 合計時間:                                   | 合計時間: | 78:19    |      |

### 曲解説

#### DISC-1
1. SEXUAL×××××!
2ndアルバム『SEXUAL×××××!』収録曲。
2. HYPER LOVE
2ndアルバム『SEXUAL×××××!』収録曲。
3. ROMANESQUE
『ROMANESQUE』の秘蔵未発表テイク。1stアルバム『HURRY UP MODE』収録のアレンジ。ジャケットの帯に表記がある通り、本作に収録されるにあたりリミックスし直されている。
4. ...IN HEAVEN...
3rdアルバム『SEVENTH HEAVEN』収録曲。
5. JUST ONE MORE KISS
1stシングル。アルバム『TABOO』収録曲（アルバムバージョン）。シングル版に比べ、アウトロのフェードアウトが早い。
6. TO SEARCH
1stシングル『JUST ONE MORE KISS』のカップリング曲。インディーズ発売の同名のシングルの再録曲。
7. ICONOCLASM
4thアルバム『TABOO』収録曲。
8. 悪の華
2ndシングル。5thアルバム『悪の華』収録（アルバムバージョン）。
9. UNDER THE MOON LIGHT
2ndシングル『悪の華』のカップリング曲。
10. LOVE ME
5thアルバム『悪の華』収録曲。
11. スピード
3rdシングル。6thアルバム『狂った太陽』収録（アルバムバージョン）。
12. ナルシス
3rdシングル『スピード』のカップリング曲。
13. 太陽ニ殺サレタ
6thアルバム『狂った太陽』収録曲。
14. M・A・D
4thシングル。6thアルバム『狂った太陽』収録曲のシングルバージョン。
15. ANGELIC CONVERSATION
4thシングル『M・A・D』のカップリング曲。4thアルバム『TABOO』収録曲の再録バージョン。
16. JUPITER
5thシングル。6thアルバム『狂った太陽』収録（アルバムバージョン）。
17. さくら
5thシングル『JUPITER』のカップリング曲。6thアルバム『狂った太陽』収録（アルバムバージョン）。

#### DISC-2
1. ドレス
6thシングル。7thアルバム『darker than darkness -style 93-』収録（アルバムバージョン）。
2. 六月の沖縄
6thシングル『ドレス』のカップリング曲。
3. キラメキの中で…
7thアルバム『darker than darkness -style 93-』収録曲。
4. die
7thシングル。7thアルバム『darker than darkness -style 93-』収録曲（アルバムバージョン）。
5. D・T・D
7thアルバム『darker than darkness -style 93-』の隠しトラック。
6. 唄
8thシングル。8thアルバム『Six/Nine』収録（アルバムバージョン）。
7. 君へ
8thシングル『唄』のカップリング曲。
8. 愛しのロック・スター
8thアルバム『Six/Nine』収録曲。
9. 鼓動
9thシングル。8thアルバム『Six/Nine』収録（アルバムバージョン）。
10. 楽園
9thシングル『鼓動』のカップリング曲。アルバム『Six/Nine』収録（アルバムバージョン）。また、再発売後の修正版の方を収録している（修正版に関する詳細はこちらを参照）。
11. 見えない物を見ようとする誤解 全て誤解だ
10thシングル。アルバム『Six/Nine』収録（アルバムバージョンで歌詞が大きく異なる）。
12. 君のヴァニラ
  - 作詞：櫻井敦司、作曲：今井寿、編曲：BUCK-TICK

10thシングル「見えない物を見ようとする誤解 全て誤解だ」のカップリング曲。8thアルバム『Six/Nine』にも収録（本作に収録されているのはシングルバージョン）。
13. キャンディ
11thシングル。9thアルバム『COSMOS』収録（アルバムバージョン）。
14. チョコレート
11thシングル「キャンディ」のカップリング曲。9thアルバム『COSMOS』にも収録（本作に収録されているのはシングルバージョン）。
15. Ash-ra
9thアルバム『COSMOS』収録曲。
16. COSMOS
9thアルバム『COSMOS』収録曲。

## 参加ミュージシャン
- 櫻井敦司 - ボーカル
- 今井寿 - ギター、ノイズ、エレクトロニクス、コーラス
- 星野英彦 - ギター、コーラス
- 樋口豊 - ベース
- ヤガミトール - ドラムス